# Kruisdistel

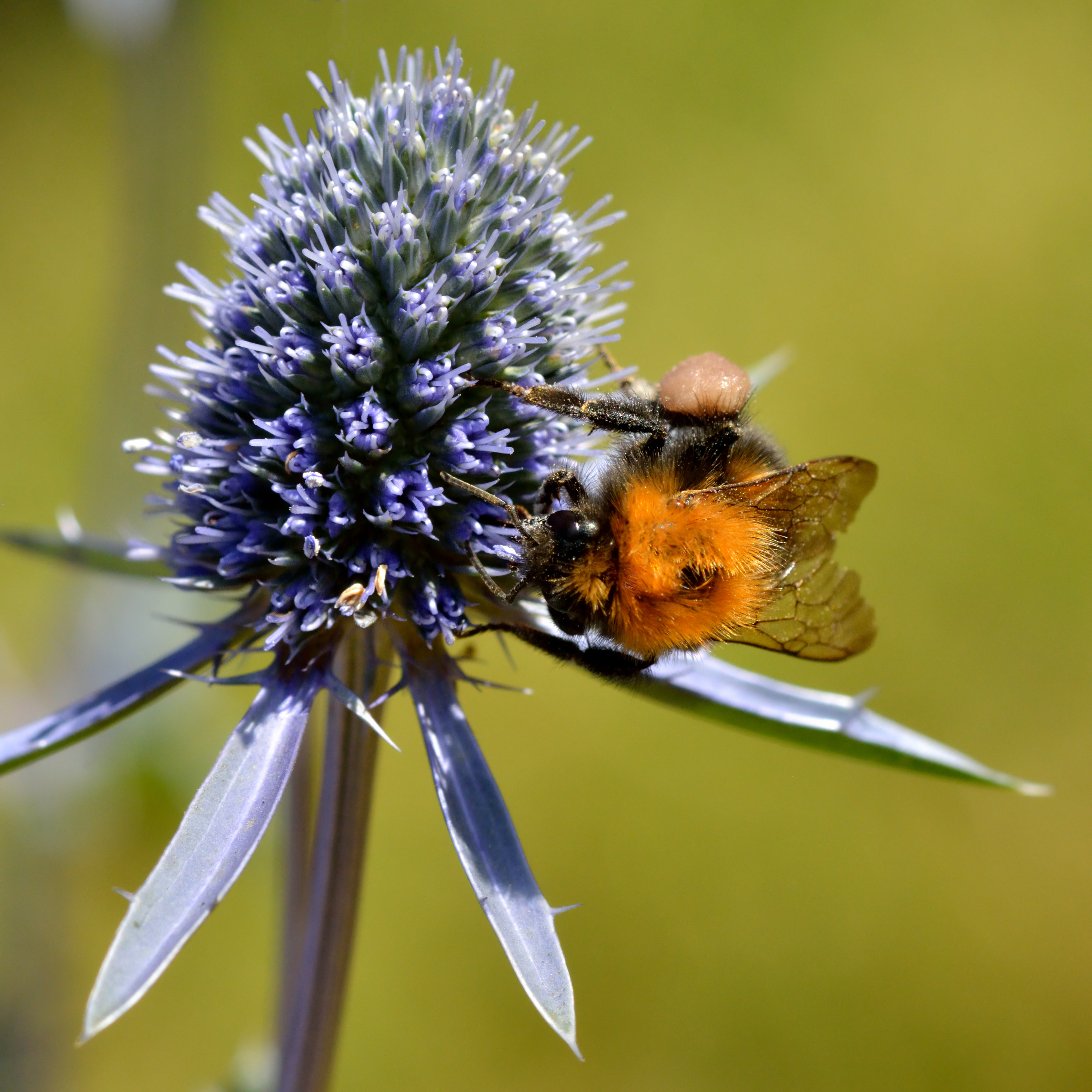
Vlakke kruisdistel

Kruisdistel (Eryngium) is een geslacht uit de schermbloemenfamilie (Umbelliferae oftewel Apiaceae). De botanische naam Eryngium is afkomstig van de Oudgriekse naam voor Eryngium vulgare. Het geslacht kent circa 230 soorten.
Het geslacht is zeer vormrijk, waardoor er slechts weinig algemene kenmerken zijn.
De stelen van de bloemschermpjes zijn vrij kort, waardoor de schermpjes vrijwel tot bloemhoofdjes teruggedrongen zijn. Deze zijn door een hulsel van stekelige omwindselbladeren omgeven.
De bloemen zijn meest wit of blauw. Een aantal soorten met amethyst blauwe bloemen worden gekweekt.
De planten zijn in het algemeen distelachtig met harde, doornachtige bladeren. Hoewel het deels om eenjarige kruidachtige planten gaat, bereiken sommige soorten een hoogte van enkele meters. De meeste soorten zijn 0,5-1 m hoog.

## Verspreiding
Het geslacht komt in alle gematigde gebieden van de aarde voor, van Noord-Amerika en Europa tot in Nieuw-Zeeland. De grootste soortenrijkdom treft men in Mexico, Zuid-Brazilië en Argentinië aan.
In België en Nederland komen de volgende soorten in het wild voor:
- Blauwe zeedistel (Eryngium maritimum)
- Echte kruisdistel (Eryngium campestre)

Vijf soorten komen van nature voor in Australië. In de Alpen is de Eryngium alpinum (Chardon bleu) bekend.

## Ecologische aspecten
De planten in dit geslacht zijn waardplant voor onder meer Aethes nefandana en Erynnis tages.

## Soorten
- Eryngium absconditum Esquivel Mattos & C.I.Calviño
- Eryngium agavifolium Griseb.
- Eryngium alismifolium Greene
- Eryngium aloifolium Mart. ex Urb.
- Eryngium alpinum L.
- Eryngium alternatum J.M.Coult. & Rose
- Eryngium amethystinodes Kuntze
- Eryngium amethystinum L.
- Eryngium amorginum Rech.f.
- Eryngium andicola H.Wolff
- Eryngium anomalum Hook. & Arn.
- Eryngium antiatlanticum Jury
- Eryngium aquaticum L.
- Eryngium aquifolium Cav.
- Eryngium arenosum C.I.Calviño & G.A.Levin
- Eryngium argyreum Maire
- Eryngium aristulatum Jeps.
- Eryngium armatum (S.Watson) J.M.Coult. & Rose
- Eryngium aromaticum Baldwin
- Eryngium articulatum Hook.
- Eryngium atlanticum Batt. & Pit.
- Eryngium babadaghense G.E.Genç, Akalın & Wörz
- Eryngium balansae H.Wolff
- Eryngium baldwinii Spreng.
- Eryngium beckii M.Mend.
- Eryngium beecheyanum Hook. & Arn.
- Eryngium billardierei F.Delaroche
- Eryngium bithynicum Boiss.
- Eryngium boissieuanum H.Wolff
- Eryngium bolivianum M.Mend.
- Eryngium bonplandii F.Delaroche
- Eryngium bornmuelleri Nábělek
- Eryngium bourgatii Gouan
- Eryngium brasiliense Constance
- Eryngium buchtienii H.Wolff
- Eryngium bungei Boiss.
- Eryngium bupleuroides Hook. & Arn.
- Eryngium caeruleum M.Bieb.
- Eryngium caespitiferum Font Quer & Pau
- Eryngium calaster Standl.
- Eryngium campestre L. - Echte kruisdistel
- Eryngium canaliculatum Cham. & Schltdl.
- Eryngium cardosii Clos
- Eryngium carlinae F.Delaroche
- Eryngium carlinoides Boiss.
- Eryngium castrense Jeps.
- Eryngium cervantesii F.Delaroche
- Eryngium chamissonis Urb.
- Eryngium chubutense Neger ex Dusén
- Eryngium ciliatum Cham. & Schltdl.
- Eryngium columnare Hemsl.
- Eryngium comosum F.Delaroche
- Eryngium constancei M.Y.Sheikh
- Eryngium coquimbanum Phil.
- Eryngium corallinum Mathias & Constance
- Eryngium corniculatum Lam.
- Eryngium coronatum Hook. & Arn.
- Eryngium crassifolium A.Padin & C.I.Calviño
- Eryngium crassisquamosum Hemsl.
- Eryngium creticum Lam.
- Eryngium cuneifolium Small
- Eryngium cylindricum Larrañaga
- Eryngium cymosum F.Delaroche
- Eryngium davisii Kit Tan & Yıldız
- Eryngium delarocheanum H.Wolff
- Eryngium deppeanum Schltdl. & Cham.
- Eryngium depressum Hook. & Arn.
- Eryngium desertorum Zohary
- Eryngium dichotomum Desf.
- Eryngium diffusum Torr.
- Eryngium dilatatum Lam.
- Eryngium divaricatum Hook. & Arn.
- Eryngium dorae C.Norman
- Eryngium duriaei J.Gay ex Boiss.
- Eryngium dusenii H.Wolff
- Eryngium ebracteatum Lam.
- Eryngium eburneum Decne.
- Eryngium echinatum Urb.
- Eryngium ekmanii H.Wolff
- Eryngium elegans Cham. & Schltdl.
- Eryngium eriophorum Cham. & Schltdl.
- Eryngium erzincanicum Yıld.
- Eryngium eurycephalum Malme
- Eryngium expansum F.Muell.
- Eryngium falcatum F.Delaroche
- Eryngium falcifolium Irgang
- Eryngium ferrisiae Constance
- Eryngium floribundum Cham. & Schltdl.
- Eryngium fluitans M.E.Jones
- Eryngium fluminense Urb.
- Eryngium foetidum L. - Stinkdistel
- Eryngium foliosum Scheele
- Eryngium fontanum A.E.Holland & E.J.Thomps.
- Eryngium galeottii Hemsl.
- Eryngium galioides Lam.
- Eryngium gentryi Constance & Bye
- Eryngium ghiesbreghtii Decne.
- Eryngium giganteum M.Bieb.
- Eryngium glaciale Boiss.
- Eryngium glaziovianum Urb.
- Eryngium globosum Hemsl.
- Eryngium glomeratum Lam.
- Eryngium glossophyllum H.Wolff
- Eryngium goulartii Urb.
- Eryngium goyazense Urb.
- Eryngium gracile F.Delaroche
- Eryngium gramineum F.Delaroche
- Eryngium grossii Font Quer
- Eryngium guatemalense Hemsl.
- Eryngium haenkei C.Presl ex DC.
- Eryngium hainesii C.C.Towns.
- Eryngium hassleri H.Wolff
- Eryngium heldreichii Boiss.
- Eryngium hemisphaericum Urb.
- Eryngium hemsleyanum H.Wolff
- Eryngium heterophyllum Engelm.
- Eryngium hookeri Walp.
- Eryngium horridum Malme
- Eryngium humboldtii F.Delaroche
- Eryngium humifusum Clos
- Eryngium humile Cav.
- Eryngium huteri Porta & Rigo
- Eryngium ilex P.H.Davis
- Eryngium ilicifolium Desf.
- Eryngium inaccessum Skottsb.
- Eryngium incantatum Lucena, Novara & Cuezzo
- Eryngium integrifolium Walter
- Eryngium iranicum Mozaff.
- Eryngium irgangii D.B.Lucas
- Eryngium irwinii Constance
- Eryngium isauricum Contandr. & Quézel
- Eryngium jaliscense Mathias & Constance
- Eryngium junceum Cham. & Schltdl.
- Eryngium juncifolium (Urb.) Mathias & Constance
- Eryngium karatavicum Iljin
- Eryngium koehneanum Urb.
- Eryngium kotschyi Boiss.
- Eryngium lacustre Pohl ex Urb.
- Eryngium leavenworthii Torr. & A.Gray
- Eryngium lemmonii J.M.Coult. & Rose
- Eryngium leptophyllum H.Wolff
- Eryngium longifolium Cav.
- Eryngium lorentzii H.Wolff
- Eryngium luzulifolium Cham. & Schltdl.
- Eryngium macracanthum Phil.
- Eryngium macrocalyx Schrenk ex Fisch. & C.A.Mey.
- Eryngium madrense S.Watson
- Eryngium malmeanum H.Wolff
- Eryngium marginatum Pohl ex Urb.
- Eryngium maritimum L. - Blauwe zeedistel
- Eryngium marocanum Pit.
- Eryngium mathiasiae M.Y.Sheikh
- Eryngium megapotamicum Malme
- Eryngium mesopotamicum T.M.Pedersen
- Eryngium mexiae Constance
- Eryngium molleri Gand.
- Eryngium moluccanum Steenis
- Eryngium monocephalum Cav.
- Eryngium montanum J.M.Coult. & Rose
- Eryngium multicapitatum Morong
- Eryngium nasturtiifolium Juss. ex F.Delaroche
- Eryngium neei M.Mend.
- Eryngium noeanum Boiss.
- Eryngium nudicaule Lam.
- Eryngium octophyllum Korovin
- Eryngium ombrophilum Dusén & H.Wolff
- Eryngium ovinum A.Cunn.
- Eryngium palmatum Pančić & Vis.
- Eryngium palmeri Hemsl.
- Eryngium palmito Boiss. & Heldr.
- Eryngium paludosum (C.Moore) P.W.Michael
- Eryngium pandanifolium Cham. & Schltdl.
- Eryngium paniculatum Cav. & Dombey ex F.Delaroche
- Eryngium paraguariense Urb.
- Eryngium pectinatum C.Presl ex DC.
- Eryngium pendletonense K.L.Marsden & M.G.Simpson
- Eryngium petiolatum Hook.
- Eryngium phyteumae F.Delaroche
- Eryngium pilularioides Hemsl. & Rose
- Eryngium pinnatifidum Bunge
- Eryngium pinnatisectum Jeps.
- Eryngium plantagineum F.Muell.
- Eryngium plantaginifolium H.Wolff
- Eryngium planum L. - Vlakke kruisdistel
- Eryngium pohlianum Urb.
- Eryngium polycephalum Hausskn. ex H.Wolff
- Eryngium polyrhizum Clos
- Eryngium pratense Phil.
- Eryngium pringlei Hemsl. & Rose
- Eryngium pristis Cham. & Schltdl.
- Eryngium proliferum Brade
- Eryngium prostratum Nutt. ex DC.
- Eryngium proteiflorum F.Delaroche
- Eryngium pseudojunceum Clos
- Eryngium pseudothorifolium Contandr. & Quézel
- Eryngium pugae I.García, Mart.-Ram. & Ocampo
- Eryngium pulchellum Phil.
- Eryngium purpusii Hemsl. & Rose
- Eryngium pusillum L.
- Eryngium pyramidale Boiss. & Hausskn.
- Eryngium racemosum Jeps.
- Eryngium ramboanum Mathias & Constance
- Eryngium rauhianum Mathias & Constance
- Eryngium raulinii Mathias & Constance
- Eryngium regnellii Malme
- Eryngium riparium Larrañaga
- Eryngium rochei Constance
- Eryngium rojasii H.Wolff
- Eryngium rosei Hemsl.
- Eryngium rostratum Cav.
- Eryngium sanguisorba Cham. & Schltdl.
- Eryngium sarcophyllum Hook. & Arn.
- Eryngium scaposum Turcz.
- Eryngium scirpinum Cham.
- Eryngium sellowii H.Wolff
- Eryngium serbicum Pančić
- Eryngium serra Cham. & Schltdl.
- Eryngium serratum Cav.
- Eryngium smithii Mathias & Constance
- Eryngium sparganioides Clos
- Eryngium sparganophyllum Hemsl.
- Eryngium spinalba Vill.
- Eryngium stenophyllum Urb.
- Eryngium strotheri Constance & Affolter
- Eryngium subacaule Cav.
- Eryngium subinerme (H.Wolff) Mathias & Constance
- Eryngium supinum J.M.Black
- Eryngium tenue Desf.
- Eryngium ternatum Poir.
- Eryngium thorifolium Boiss.
- Eryngium thyrsoideum Boiss.
- Eryngium tricuspidatum L.
- Eryngium triquetrum Vahl
- Eryngium trisectum Wörz & H.Duman
- Eryngium tzeltal Constance
- Eryngium unifultum Clos
- Eryngium urbanianum H.Wolff
- Eryngium variifolium Coss.
- Eryngium vaseyi J.M.Coult. & Rose
- Eryngium venustum Bartlett ex Constance
- Eryngium vesiculosum Labill.
- Eryngium viviparum J.Gay
- Eryngium wanaturi Woronow
- Eryngium weberbaueri H.Wolff
- Eryngium wiegandii Adamović
- Eryngium woodii M.Mend.
- Eryngium yuccifolium Michx.
- Eryngium zosterifolium H.Wolff

## Hybriden
- Eryngium × chevalieri Sennen
- Eryngium × fernandezianum Skottsb.
- Eryngium × heteracanthum Teyber
- Eryngium × kalotaszegense J.Papp & Ujvárosi
- Eryngium × microcephalum Sieber
- Eryngium × mohamedanii Font Quer & Pau
- Eryngium × rocheri P.Fourn.
- Eryngium × visianii Teyber